# Dipturus kwangtungensis
Dipturus kwangtungensis és una espècie de peix de la família dels raids i de l'ordre dels raïformes.

## Morfologia
- Els mascles poden assolir 75,7 cm de longitud total.[4][5]

## Reproducció
És ovípar i els ous tenen com a banyes a la closca.

## Hàbitat
És un peix marí, de clima subtropical i demersal que viu entre 50–240 m de fondària.

## Distribució geogràfica
Es troba a l'oceà Pacífic nord-occidental: des del Japó fins a les Illes Senkaku (Mar de la Xina Oriental).

## Observacions
És inofensiu per als humans.